# Mitromorpha erycinella
Mitromorpha erycinella is een slakkensoort uit de familie van de Mitromorphidae. De wetenschappelijke naam van de soort is voor het eerst geldig gepubliceerd in 2009 door Espinosa & Ortea.